# Bajerovce
Bajerovce es un municipio del distrito de Sabinov en la región de Prešov, Eslovaquia, con una población estimada a final del año 2024 de 270 habitantes.
Se encuentra ubicado en el centro-oeste de la región, en el valle del río Torysa (cuenca hidrográfica del río Tisza).

## Demografía
| Año        | 1994 | 2004     | 2014     | 2024    |
| ---------- | ---- | -------- | -------- | ------- |
| Población  | 390  | 330      | 295      | 270     |
| Diferencia |      | −15,38 % | −10,60 % | −8,47 % |

| Año        | 2023 | 2024    |
| ---------- | ---- | ------- |
| Población  | 267  | 270     |
| Diferencia |      | +1,12 % |